# Robert Gabriel Larson
Robert Gabriel Larson, född den 14 mars 1897 i Torpa socken, Västergötland, död den 7 mars 1956 i Borås, var en svensk författare. Pseudonymer: G-l, L-s-n, Bert Briel.

## Biografi
Föräldrar var lantbrukaren Johan Edvard Larsson och Maria West. Han genomgick förutom folkskolan olika privatkurser åren 1912-1917 och arbetade först som skräddare. Vid sidan av det yrket skrev Larson uppsatser för olika tidningar och tidskrifter, såsom Såningsmannen och Borås Tidning. Han övergick emellertid snart till författarskap och föredragsverksamhet på heltid och hade en tid ett eget bokförlag.
På det egna förlaget utgav Larson 1924 Medborgarens praktiska uppslagsbok, som innehöll praktiskt vetande i olika ämnen i koncentrerad form. Hans intresse övergick dock till etnologin och han verkade som upptecknare av folkminnen för Västsvenska folkminnesarkivet och medarbetade i tidskriften Folkminnen och folktankar. Larson upptecknade och studerade särskilt bygdemålen i Sjuhäradsbygden och skrev berättelser på detta västgötamål. Berättelserna lästes upp på föredragsturneer, vilka också ägnades åt olika kulturella och litterära ämnen. På 1950-talet skrev Larson en serie romaner med skildringar från 1830-talets emigrantliv i Förenta Staterna.